# Callirhoe leiocarpa
Callirhoe leiocarpa är en malvaväxtart som beskrevs av R. F. Martin. Callirhoe leiocarpa ingår i släktet Callirhoe och familjen malvaväxter. Inga underarter finns listade i Catalogue of Life.